# 讃集詩
『讃集詩』（さんじゅうし）は、日本の音楽ユニット・ALFEEが1980年5月21日にF-LABELから発売した3枚目のオリジナルアルバムである。
1985年4月5日に初のCD化され、1990年10月17日にも再発された。1989年3月21日にはメジャーデビュー15周年を記念してGOLD CDとして、2009年3月18日にはメジャーデビュー35周年を記念して紙ジャケット仕様のHQCDとして再発もされた。

## 内容
前作『TIME AND TIDE』から9か月ぶりのオリジナルアルバム。
LP盤とCTの2形態で発売された。
前作は半数以上の編曲を外部のアレンジャーが担当していたが、今作では全曲にメンバーが携わっている。また、坂崎幸之助が手掛けた楽曲が収録された最後の作品でもある。

## 収録曲
| #         | タイトル                                         | 作詞       | 作曲       | 編曲                 | 時間  |
| --------- | ------------------------------------------------ | ---------- | ---------- | -------------------- | ----- |
| 1.        | 「やすらぎをもとめて」(ALFRED TUNE)              | 高見沢俊彦 | 高見沢俊彦 | アルフィー、井上鑑   | 2:56  |
| 2.        | 「Something Blue」(SOMETHING BLUE)               | 高見沢俊彦 | 高見沢俊彦 | アルフィー、矢野立美 | 3:06  |
| 3.        | 「帰郷」(GOING HOME)                             | 高見沢俊彦 | 高見沢俊彦 | アルフィー、井上鑑   | 3:19  |
| 4.        | 「逆もどり浮気考」(I WANNA HOLD YOUR HAND AGAIN) | 坂崎幸之助 | 坂崎幸之助 | アルフィー、井上鑑   | 4:10  |
| 5.        | 「明日なき暴走の果てに」(SONG FOR MY FRIEND)     | 高見沢俊彦 | 高見沢俊彦 | アルフィー、井上鑑   | 3:25  |
| 6.        | 「坂道」(I SAY WELCOME TO MEMORY)                | 坂崎幸之助 | 高見沢俊彦 | アルフィー、井上鑑   | 4:44  |
| 合計時間: | 合計時間:                                        | 合計時間:  | 合計時間:  | 合計時間:            | 21:40 |

| #         | タイトル                                 | 作詞       | 作曲       | 編曲                 | 時間  |
| --------- | ---------------------------------------- | ---------- | ---------- | -------------------- | ----- |
| 1.        | 「落日の風」(WEEPIN' IN THE WIND)        | 高見沢俊彦 | 高見沢俊彦 | アルフィー、井上鑑   | 3:59  |
| 2.        | 「ロンサム・シティ」(LONESOME CITY)      | 高見沢俊彦 | 高見沢俊彦 | アルフィー           | 3:08  |
| 3.        | 「無言劇」(ROOM 402)                     | 高見沢俊彦 | 高見沢俊彦 | アルフィー、矢野立美 | 2:52  |
| 4.        | 「追想」(HOW CAN I HEAL MY BROKEN HEART) | 高見沢俊彦 | 高見沢俊彦 | アルフィー、井上鑑   | 5:23  |
| 5.        | 「Musician」(MUSICIAN)                   | 高見沢俊彦 | 高見沢俊彦 | アルフィー、井上鑑   | 5:04  |
| 合計時間: | 合計時間:                                | 合計時間:  | 合計時間:  | 合計時間:            | 20:26 |

### 解説
1. やすらぎをもとめて
2. Something Blue
3. 帰郷
4. 逆もどり浮気考
5. 明日なき暴走の果てに
7thシングルのカップリング曲。表記はないが、井上鑑との共同編曲によりリアレンジされたアルバムバージョンとなっている。
6. 坂道
7. 落日の風
8. ロンサム・シティ
9. 無言劇
7thシングルの表題曲。
10. 追想
11. Musician

## 参加ミュージシャン
ALFEE
- 坂崎幸之助：Vocal & Guitar
- 高見沢俊彦：Vocal & Guitar
- 桜井賢：Vocal & Bass

Support Musician
- 井上鑑：Keyboard
- 島村英二：Drums
- 穴井忠臣：Percussion

## タイアップ
- テレビ東京系列火曜ドラマ『あいつと俺』主題歌 (#9)